# Charles-Victor de Bavay

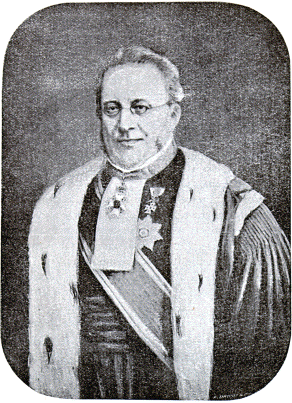
Portretgravure van De Bavay naar een schilderij van Ghémar

Charles-Victor de Bavay (Brussel, 9 december 1801 - aldaar, 28 november 1875) was van 1828 tot 1870 parketmagistraat in België. Als aanklager, in het bijzonder als procureur-generaal van Brussel, vervolgde hij tal van politieke en persmisdrijven begaan door republikeinen, orangisten, satirici en andere uitdagers van de gevestigde orde. Daarbij maakte hij als vanzelfsprekend het rechtssysteem ondergeschikt aan de bestaande politieke orde. Hij werd uiteindelijk op rust gesteld vanwege het financiële schandaal rond André Langrand-Dumonceau.

## Leven
Zijn vader was de avoué Paul-Ignace-Joseph de Bavay (1766-1841) en zijn moeder Marie Germain. Net als zijn broer Georges, de latere minister, studeerde Charles rechten aan de Universiteit van Luik en trouwde hij met een Van Moorsel (in zijn geval Rosalie). In 1842 hertrouwde hij met Lucie Dumonceau, een dochter van de hoge militair Jean-Baptiste Dumonceau, over wie hij in 1850 een biografische notitie schreef. Met haar had hij een zoon Victor en een dochter Marie (1843-1875), die schilder werd.
Na zijn afstuderen in 1823 werkte De Bavay met zijn vader aan de Brusselse balie. In 1828 werd hij militair auditeur van de schutterij (burgerwacht). Als aanhanger van de Belgische Revolutie werd hij op 1 november 1830 door het Voorlopig Bewind benoemd tot substituut-procureur-generaal te Brussel. Hij bekwam onder meer de veroordeling van de orangistische kolonel Ernest Grégoire voor samenzwering. Zijn requisitoir voor de Plundering van de Brusselse orangistische adel in april 1834 was heel wat minder streng. Voor het assisenhof van Brabant vorderde hij tientallen vrijspraken en de weinige beschuldigingen die hij weerhield, werden niet gevolgd door de jury.
Na deze patriottische uitkomst bleef zijn carrière steil bergop gaan. De Bavay was een drietal jaar eerste advocaat-generaal te Gent (1834-1837) en keerde dan terug naar Brussel als gewoon advocaat-generaal. In 1838 voerde hij met harde hand het proces tegen het orangistische blad Le Lynx. De veroordeling behaagde koning Leopold I, die hem de ongebruikelijke eer betuigde van een diner op het paleis. De volgende politieke zaak was de vervolging van de volksmenner Pruuke Dossche voor het Gentse Katoenoproer van 1839. De Bavay betoogde dat er sprake was geweest van een orangistisch complot, maar hij werd daarin niet gevolgd door de assisenjury, die Dossche in april 1840 vrijsprak.
In 1844 werd De Bavay procureur-generaal in Brussel. In december 1846 begon hij aan een geruchtmakend persproces: hij daagde acht medewerkers van de satirische bladen Argus en Méphistophélès voor assisen. Ze hadden de koning in woord en beeld bespot, doch zonder hem bij naam te noemen. Tot grote onvrede van De Bavay en minister van Justitie d'Anethan werden de beklaagden vrijgesproken. Nauwelijks een week later diende d'Anethan, waarschijnlijk op instigatie van De Bavay, een wetsontwerp in om de onschendbaarheid van de koning te versterken door het persdecreet van 1831 te wijzigen. Dit leidde tot de wet van 6 april 1847.
Tijdens het revolutiejaar 1848 was De Bavay waakzaam: in het voorjaar bracht hij zijn avonden door op het stadhuis van Brussel om de straatagitatie van nabij te onderdrukken. Na de invasie van het republikeinse arbeiderslegioen, opgevangen bij Risquons-Tout, liet hij het assisenproces houden in het rustig gebleven Antwerpen. De zeventien doodstraffen waartoe dit leidde, hoewel niet uitgevoerd, kwamen in figuurlijke zin neer op de onthoofding van de republikeinse beweging in België. Het volgende jaar kwam de genadeklap op het Prado-proces. Een republikeins banket in Molenbeek was fysiek verstoord door provocateurs en de organisatoren stelden zich burgerlijke partij tegen Alexis Hody en Charles de Bavay wegens uitlokking. Van de weeromstuit klaagde hij zes kopstukken aan voor samenzwering. Drie van hen werden op 31 augustus 1849 ter dood veroordeeld, later omgezet tot gevangenisstraf.
Doorheen zijn carrière sprak De Bavay tal van mercuriales uit, waarin hij diverse thema's aansneed en blijk gaf van rechtshistorische belangstelling. Zijn loopbaan kwam ten einde door een aanvaring met de liberale minister Jules Bara over het faillissement van de katholieke bankier André Langrand-Dumonceau. De malversaties van Dumonceau waren blootgelegd door de journalist-wisselagent Armand Mandel, die ook een klacht voor oplichting had ingediend. Toen deze op 30 augustus 1869 uitliep op ontslag van rechtsvervolging, klaagde Mandel het gerechtelijk onderzoek aan van procureur Hody, procureur-generaal De Bavay en onderzoeksrechter Delecourt. De autoriteiten gelastten een persproces tegen Mandel, maar de jury sprak hem vrij en het arrest stelde de onvolkomenheden van het oorspronkelijke onderzoek in het daglicht. Daarop liet de minister Hody overplaatsen en De Bavay gedwongen op rust stellen (koninklijk besluit van 7 juni 1870).
Vijf jaar later stierf De Bavay op 73-jarige leeftijd. Postuum bleef hij over de tongen gaan. In 1890 werd Harry Peters, die ijverde voor de rehabilitatie van Coucke en Goethals, veroordeeld voor eerroof jegens de overleden procureur-generaal.

## Kasteel
In 1850 liet De Bavay het neogotisch-neorenaissancistische Kasteel Den Wyngaerd bouwen op een terrein afkomstig van zijn schoonvader Dumonceau in Vorst. Het van veel torens voorziene bouwwerk, ontworpen door de architect Jean-Pierre Cluysenaar, deed hij in 1861 weer van de hand. In 1953 is het kasteel gesloopt om plaats te maken voor de Cité Messidor.

## Onderscheidingen
- Ridder in de Oostenrijkse Leopoldsorde
- Ridder eerste klasse in de Russische Orde van Sint-Stanislaus
- Commandeur in de Saksisch-Ernestijnse Huisorde
- Commandeur in de Belgische Leopoldsorde

## Mercuriales
- 1844: Pierre Stockmans, jurisconsulte belge. Sa vie et ses travaux
- 1845: Pierre Peckius, chancelier de Brabant
- 1846: Van Espen, jurisconsulte et canoniste belge. Sa vie et ses travaux
- 1847: Goswin de Wynants, conseiller de Brabant
- 1848: Nicolas de Bourgoingne (Burgundus), conseiller de Brabant
- 1849: Le conseil souverain de Brabant
- 1850: Le grand Conseil de Malines
- 1851: Ferdinand de Boisschot, chancelier de Brabant
- 1852: Josse de Damhouder, conseiller des domaines et finances de Charles V et Philippe II
- 1853: Le procès du Comte d'Egmont avec pièces justificatives, d'après les manuscrits originaux trouvés à Mons
- 1854: De la procédure en matière de presse
- 1855: Troubles des Pays-Bas. Justice criminelle du duc d'Albe
- 1856: Justice criminelle d'autrefois
- 1857: De l'intervention de l'armée dans les émeutes
- 1858: Du pouvoir judiciaire en Belgique, depuis la suppression des anciens tribunaux
- 1859: Du crime de sorcellerie
- 1860: La détention préventive sous la loi du 18 février 1852
- 1862: La peine de mort, au point de vue pratique et historique
- 1863: La peine de mort, au point de vue pratique et historique. Objections et réfutation
- 1864: La question flamande dans ses rapports avec les affaires judiciaires
- 1865: De la police judiciaire au point de vue pratique
- 1866: Règlements judiciaires d'autrefois
- 1867: De l'invocation divine dans le serment
- 1868: Episode judiciaire de l'ancien royaume des Pays-Bas (1815-1821)
- 1869: Du régime de la presse sous l'ancien gouvernement des Pays-Bas

## Publicaties
- De l'Appel comme d'abus dans ses rapports avec la Constitution belge. Réponse à M. Verhoeven, 1847
- Le Général Dumonceau, 1850
- Réponse au rapport de M. Jules Bara, ancien ministre de la Justice, 1870
- Histoire de la révolution belge de 1830, 1873
- Erreurs et lacunes historiques sur la Révolution de 1830 de M. Théodore Juste, Membre de l'Académie de Belgique, 1874

## Voetnoten
1. ↑  Els Witte, Belgische republikeinen. Radicalen tussen twee revoluties (1830-1850), 2020, p. 331
2. ↑  Gita Deneckere en Greet Donckers, Een publiek geheim voor de rechtbank. Paradoxen in de censuur op 'majesteitsschennis' in een liberale constitutionele monarchie. België, 1846-1847, Revue belge de Philologie et d'Histoire, 2007, nr. 2, p. 339-361. Gearchiveerd op 1 september 2021.